# Saison 20 de Doctor Who, première série
Chronologie
Saison 19 Saison 21
Cet article présente les épisodes de la vingtième saison de la première série de la série télévisée Doctor Who.

## Distribution

### Acteurs réguliers
- Peter Davison : Le 5e Docteur
- Sarah Sutton : Nyssa
- Janet Fielding : Tegan Jovanka
- Mark Strickson : Vislor Turlough

### Acteurs récurrents
- Colin Baker : Le Commandant Maxil (épisode 1)
- Nicholas Courtney : Le Brigadier (épisode 3 et spécial)
- Valentine Dyall : Le Gardien Noir (épisodes 3, 4 et 5)
- Cyril Luckham : Le Gardien Blanc (épisode 5)
- Anthony Ainley : Le Maître (épisode 6 et spécial)
- Richard Hurndall : Le 1er Docteur (épisode spécial)
- Carole Ann Ford : Susan Foreman (épisode spécial)
- Patrick Troughton : Le 2e Docteur (épisode spécial)
- Jon Pertwee : Le 3e Docteur (épisode spécial)
- Elisabeth Sladen : Sarah Jane Smith (épisode spécial)
- Tom Baker : Le 4e Docteur (épisode spécial)

## Liste des épisodes
| N°  | Part. | Titre original                                      | Scénario           | Réalisation   | Première diffusion au Royaume-Uni                               | Code | Audience (en millions) |
| --- | ----- | --------------------------------------------------- | ------------------ | ------------- | --------------------------------------------------------------- | ---- | ---------------------- |
| 123 | 1     | Arc of Infinity (4 épisodes)                        | Johnny Byrne       | Ron Jones     | 3 janvier 1983 5 janvier 1983 11 janvier 1983 12 janvier 1983   | 6E   | 7,2 7,3 6,9 7,2        |
| 124 | 2     | Snakedance (4 épisodes)                             | Christopher Bailey | Fiona Cumming | 18 janvier 1983 19 janvier 1983 25 janvier 1983 26 janvier 1983 | 6D   | 6,7 7,7 6,6 7,4        |
| 125 | 3     | Mawdryn Undead (4 épisodes)                         | Peter Grimwade     | Peter Moffatt | 1er février 1983 2 février 1983 8 février 1983 9 février 1983   | 6F   | 6,5 7,5 7,4 7,7        |
| 126 | 4     | Terminus (4 épisodes)                               | Stephen Gallagher  | Mary Ridge    | 15 février 1983 16 février 1983 22 février 1983 23 février 1983 | 6G   | 6,8 7,5 6,5 7,4        |
| 127 | 5     | Enlightenment (4 épisodes)                          | Barbara Clegg      | Fiona Cumming | 1er mars 1983 2 mars 1983 8 mars 1983 9 mars 1983               | 6H   | 6,6 7,2 6,2 7,3        |
| 128 | 6     | The King's Demons (2 épisodes)                      | Terence Dudley     | Tony Virgo    | 15 mars 1983 16 mars 1983                                       | 6J   | 5,8 7,2                |
| 129 | —     | The Five Doctors (Épisode spécial 20 ans de 90 min) | Terrance Dicks     | Peter Moffatt | 25 novembre 1983                                                | 6K   | 7,7                    |